# Крушняки
Крушняки — колишнє село Бишівського, а згодом — Макарівського району Київської області.

## Історія
У 1924 році між малоземельними селянами Вульшки було розділене урочище Крушняки, яке пані Зоя Дем'яновська у 1890-х роках подарувала громаді для випасу худоби. Станом на 1925 рік хутір Крушняк Вульшанської сільради Бишівського району мав 29 господарств і 97 мешканців.
У 1926 році на Крушняках діяла земельна громада «Праця».
У 1941 році на хуторі було 40 хат.
10 серпня 1954 року був виданий Указ Президії Верховної Ради УРСР ― «Про укрупнення сільських рад депутатів трудящих в Київській області», відповідно до якого Вільненська та Соснівська сільські ради були об'єднані у Соснівську сільраду з центром у селі Соснівка. Село Крушняки перейшло до Соснівської сільради.
10 квітня 1972 року видано рішення виконавчого комітету Київської обласної ради депутатів трудящих № 191 ― «Про зміни в адміністративно-територіальному поділі деяких районів області», відповідно до якого село Крушняки Соснівської сільради Макарівського району перейшло в підпорядкування Вільненській сільраді.
24 травня 1976 року видано рішення виконавчого комітету Київської обласної ради депутатів трудящих № 230 ― «Про зміни в адміністративно-територіальному поділі деяких районів області», відповідно до якого, в зв'язку з переселенням жителів, село Крушняки було виключене з облікових даних.